# Дубровка (Серебрянское сельское поселение)
Дубровка — деревня в Серебрянском сельском поселении Лужского района Ленинградской области.

## История
ДУБРОВКА — деревня господина Маврина, по просёлочной дороге, число дворов — 3, число душ — 20 м. п. (1856 год)

ДУБРОВКА — деревня, число жителей по X-ой ревизии 1857 года: 26 м. п., 20 ж. п.

ДУБРОВКА — деревня владельческая при озере Камошье, число дворов — 4, число жителей: 19 м. п., 17 ж. п. (1862 год)

В 1870 году временнообязанные крестьяне деревни выкупили свои земельные наделы у А. А. Мавриной и стали собственниками земли.
Согласно подворной описи 1882 года:

ДУБРОВКА — деревня Смердовского общества Кологородской волости
  
домов — 12, душевых наделов — 23, семей — 17, число жителей — 34 м. п., 31 ж. п.; разряд крестьян — собственники

В XIX — начале XX века деревня административно относилась к Кологородской волости 2-го земского участка 2-го стана Лужского уезда Санкт-Петербургской губернии.
По данным «Памятной книжки Санкт-Петербургской губернии» за 1905 год деревня Дубровка входила в Смердовское сельское общество.

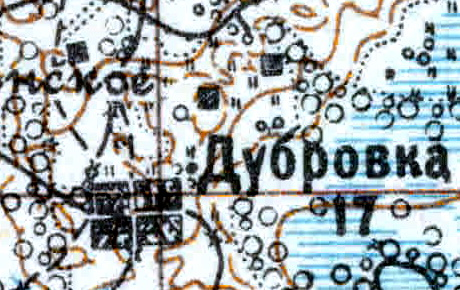
Деревня Дубровка карте 1926 года

Согласно топографической карте 1926 года деревня насчитывала 17 дворов.
По данным 1933 года деревня Дубровка входила в состав Смердовского сельсовета Лужского района.
Деревня была освобождена от немецко-фашистских оккупантов 14 февраля 1944 года.
По данным 1966 года деревня Дубровка также входила в состав Смердовского сельсовета<ref.
По данным 1973 и 1990 годов деревня Дубровка входила в состав Серебрянского сельсовета.
По данным 1997 года в деревне Дубровка Серебрянской волости проживал 1 человек, в 2002 году — также 1 человек (русский).
В 2007 году в деревне Дубровка Серебрянского СП не было постоянного населения.

## География
Деревня расположена в южной части района к юго-востоку от автодороги 41К-146 (Городок — Серебрянский).
Расстояние до административного центра поселения — 16 км.
Деревня находится к востоку от железнодорожной линии Луга — Псков. Расстояние до ближайшей железнодорожной станции Луга I — 15 км.
К западу от деревни расположено озеро Лукома.

## Демография
| 1862 | 1997 | 2007 | 2010 | 2017 |
| ---- | ---- | ---- | ---- | ---- |
| 36   | ↘1   | ↘0   | →0   | ↗1   |

## Улицы
Липовая.